# رانش آفت‌کش

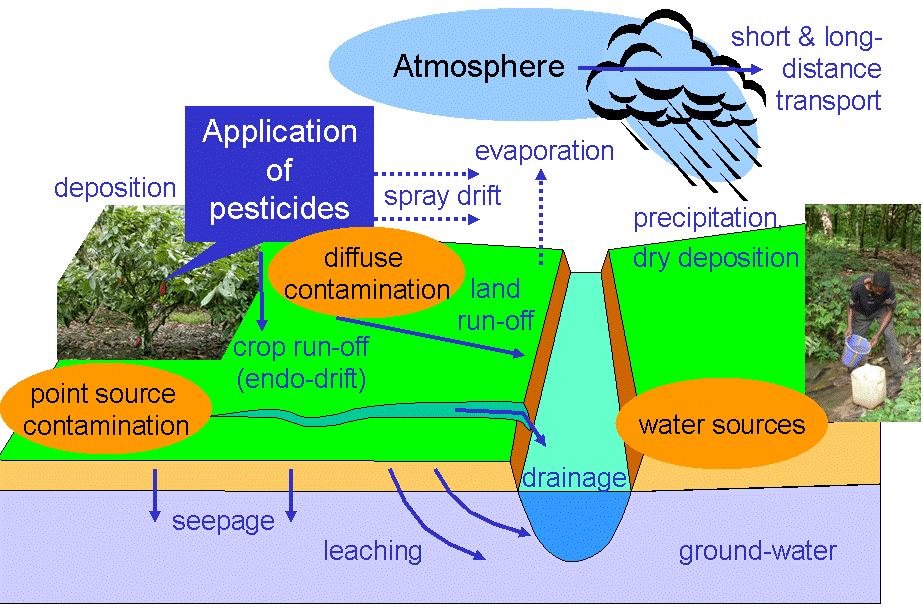
جذب‌کننده‌های احتمالی آلودگی محیطی ناشی از رانش آفت‌کش‌ها

رانش آفت‌کش (به انگلیسی: Pesticide drift) به انتشار غیرعمدی آفت‌کش‌ها و اثرات منفی بالقوه کاربرد آفت‌کش‌ها، از جمله آلودگی خارج از هدف به دلیل رانش اسپری و همچنین رواناب از گیاهان یا خاک اشاره دارد. این موضوع می‌تواند سبب آسیب به سلامت انسان، آلودگی محیط زیست و آسیب به دارایی‌ها شود. برخی از آفت‌کش‌ها بیشتر از دیگر آفت‌کش‌ها رانده می‌شوند که می‌تواند به این معنی باشد که در برخی موارد زیان‌بارتر هستند. به عنوان مثال، مواد بخور که آفت‌کش‌های گازی هستند به آسانی در هوا حرکت می‌کنند و در صورت عدم وجود، حرکت می‌کنند. برخی از آفت‌کش‌ها مانند ابر به نظر می‌رسند، در حالی که برخی دیگر نامرئی و بی‌بو هستند.